# CD-MO
CD-MO (Compact Disc-Magneto-Optical, Магнитооптический компакт-диск) — разновидность 12 см компакт-диска (CD), разработан в 1988 году и позволяет многократно записывать и стирать информацию. Стандарт CD-MO является частью «радужного» стандарта «Orange Book» — part I, по состоянию на 1995 год, проприетарного и доступного лишь по лицензиям от Philips и Sony. В общих чертах является компакт-диском с магнито-оптическим записывающим слоем. Появился до внедрения технологии перезаписываемых (CD-RW) компакт-дисков.
Имел такие же размеры, но был несовместим с более ранним и распространенным стандартом компакт дисков CD-ROM.
Стандарт не получил коммерческого распространения, имеет статус withdrawn (изъят).

## Технические детали
В устройстве использовалось две головки, одна для очистки, другая для записи.
Запись данных производится нагреванием магнито-оптического материала записывающего слоя до точки Кюри, при которой теряется упорядоченная намагниченность материала, то есть информация стирается, а затем магнитная записывающая головка намагничивает только что стёртый участок в определённом направлении, то есть записывает новую информацию.
Чтение с магнитооптических дисков основывается на физическом эффекте Керра (использовался поляризованный свет, плоскость поляризации изменялась при отражении от магнитного слоя), они были несовместимы с обычными приводами CD-ROM и требовали специального оборудования для чтения.
Данный формат не получил широкого коммерческого распространения и успеха, так как в основном позиционировался на рынке как замена накопителей на магнитной ленте.
Скорости записи, были весьма ограниченными, примерно 1х или 2х стандартной скорости CD-ROM, иногда и меньше.
CD-MO был первым вариантом записываемых оптических дисков, однако он уступил стандарту CD-R (а позже и CD-RW), которые были в большей степени совместимы с существующими приводами CD-ROM.

## Другие сходные решения
Существует несколько сходных по принципу записи стандартов, не совместимых с любыми Compact Disks (в том числе с CD-MO) и не входящих в Orange Book:
- Sony MiniDisc (1992)[4]; производство прекращено в 2013 году[10]
- Sony Hi-MD (2004); производство прекращено в 2011 году
- Различные MO-диски (стандарты ISO, IEC и ECMA; 130-мм и 90-мм диски, обычно упакованные в картриджи, например MO 130 мм «1X»).